# Hivatali visszaélés
A hivatali visszaélés a hivatali bűncselekmények egyike. Alanya tettesként nem bárki, hanem csak hivatalos személy lehet. Célzatos bűncselekmény.

## A korábbi Btk-ban
A korábbi Btk 225. §-a a bűntett különös részi tényállását, az elkövetési magatartásokat a hatályos Btk-val azonosan határozta meg.
A  435/B/1999. AB határozattal az  Alkotmánybíróság a jogi szabályozás absztrakciójával kapcsolatos alkotmányossági követelmények vizsgálata után elutasította a Btk. 225. §-át a jogbiztonság hiánya alapján sérelmező indítványt.

## A hatályos Büntető Törvénykönyvben
A hatályos Btk. 305. § a hivatali visszaélésről a következőket rendeli:
"Az a hivatalos személy, aki azért, hogy jogtalan hátrányt okozzon vagy jogtalan előnyt szerezzen
- a) hivatali kötelességét megszegi,
- b) hivatali hatáskörét túllépi, vagy
- c) hivatali helyzetével egyébként visszaél,

bűntett miatt három évig terjedő szabadságvesztéssel büntetendő."

### A bűntett jogi tárgya
A hivatali visszaélés bűntettének jogi tárgya az államapparátus törvényes, szabályszerű működésébe, valamint az állami szervekbe és hivatalos személyekbe vetett bizalom. A hivatalos személyeket a jogalkotó a hivatali tevékenységük végzésének tartamára, az államszervezet feladatainak az ellátása érdekében fokozott védelemben részesíti.